# Pișceanîțea, Ovruci
Pișceanîțea (în ucraineană Піщаниця) este localitatea de reședință a comunei Pișceanîțea din raionul Ovruci, regiunea Jîtomîr, Ucraina.

## Demografie
Componența lingvistică a localității Pișceanîțea
     Ucraineană (98,5%)
     Rusă (1,23%)
     Alte limbi (0,27%)
Conform recensământului din 2001, majoritatea populației localității Pișceanîțea era vorbitoare de ucraineană (98,5%), existând în minoritate și vorbitori de rusă (1,23%).